# Njemačka književnost
Njemačka književnost obuhvaća literarne tekstove napisane na njemačkom jeziku. Ona se ne ograničava na književnost stvorenu u Njemačkoj, već obuhvaća i onu nastalu u Austriji, većem dijelu Švicarske i dijaspori. Rođena je u srednjem vijeku, te je imala periode velikih postignuća, kao što je Sturm und Drang (oko 1765. – 1785.) s Johanom Götheom i Friedrichom Schillerom. Razdoblje romantizma (oko 1796. – 1835.) obilježila su braća Grimm i pjesnici Friedrich Hölderlin, Jean Paul, Novalis i Joseph Freiherr von Eichendorff. Nešto kasnije se pojavio Heinrich Heine, kao preteča takozvane "klasične moderne" (oko 1900. – 1920-ih) kada su dominirali Hermann Hesse, Thomas Mann i veliki austrijski pjesnici i prozaisti: Rainer Maria Rilke, Robert Musil, Arthur Schnitzler i Stefan Zweig. Oni su s Pražaninom Franzom Kafkom otvorili put u modernu književnost. Preporod njemačke književnosti od 1945. dobio je svoj odraz u čestim dodjelama Nobelove nagrade njemačkim književnicima: Nelly Sachs (1966.), Heinrich Böll (1972.), Elias Canetti (1981.), Günter Grass (1999.), Elfriede Jelinek (2004.) i Herta Müller (2009.).

## Srednji vijek
Njemačka književnost se pojavila u vrijeme Karla Velikog. Pjesma o Hildebrandu (Das Hildebrandslied) iz 820. se smatra kamenom temeljcem njemačke književnosti. Danas je poznato samo 68 stihova ove pjesme. Drugi vrlo stari tekst na staronjemačkom jeziku (althochdeutsch) potječe iz 9. ili 10. stoljeća; to su Bajalice iz Merseburga (Merseburger Zaubersprüche), dvije čarobne formule na njemačkom jeziku koji su jedini ostatak poganske književne kulture u njemačkim zemljama. Neke epske pjesme su moguće još starije od Pjesme o Hildebrandu. Epsko-mitološka Pjesma o Nibelunzima (Nibelungenlied) iz 12. stoljeća se smatra velikim dijelom njemačke srednjovjekovne književnosti. U 12. i 13. stoljeću, dvorska književnost se razvijala na srednjenjemačkom jeziku (Mittelhochdeutsch, razdoblje 1050. – 1350.) po uzoru na francusku dvorsku književnost. Najpoznatija djela su: Geraint, Tristan i Izolda(Tristan und Isolde), Parzival, lirika Walther von der Vogelweide i roman u 9444 stiha Lanzelet. Početkom 14. stoljeća književni opus Meistera Eckharta je predstavljao važan doprinos literaturi misticizma. U humanističkoj poemi Češki orač (Der Ackermann aus Böhme) iz  15. stoljeća, Johannes von Tepl priča priču o dijalogu ratara i đavola. Brod luđaka (Das Narrenschiff) Sebastiana Branta, knjiga tiskana 1498., koju je ilustrirao Albrecht Dürer, bila je najpopularnije djelo svoga vremena. To je epoha majstora pjevača čije su pjesme bile u modi. Najpoznatiji među njima bio je Hans Zaks koga je Richard Wagner ovjekovječio u operi Nürnberški majstori pjevači.

## Barok (1600. – 1720.)
Baroknu književnost na njemačkom jeziku obilježio je Tridesetogodišnji rat. Roman koji najbolje opisuje ovo doba je Avanture Simplicisimusa (Der abenteuerliche Simplicissimus) Hans Jakob Christoffela iz 1668. Ovaj avanturistički roman priča o doživljajima mladog junaka koji odrasta i sazrijeva u ratu. Na kraju on bira život u mirnoj meditaciji.
Pjesnici su i dalje plemići ili bogata buržoazija, ponekad svećenici ili učitelji, koji se književnošću bave u slobodnom vremenu. Postoje i pjesnici zaposleni na dvorovima čiji status više manje odgovara statusu dvorske lude. Martin Opitz je u dijelu "Aristarh, ili o podcjenjivanju njemačkog jezika" (Aristarchus, sive De Contempt linguae Teutonicae) objasnio kako njemački jezik ima sve kvalitete književnog i pjesničkog jezika. Godine 1624. objavio je Knjigu njemačke poezije (Buch von der deutschen Poeterey). U ovom razdoblju prvi put se pojavljuju žene u književnosti, većinom pišući pod pseudonimom. Najčešća forma u poeziji bio je sonet u obliku: dva katrena, dva terceta. Među najznačajnije njemačke barokne književnike ubrajaju se: Abraham a Santa Clara, Simon Dah, Paul Fleming i Andreas Gryphius.

## Prosvjetiteljstvo (1720. – 1785.)
Epoha prosvjetiteljstva bila je europski fenomen. Njen najznačajniji predstavnik u njemačkoj filozofiji bio je Immanuel Kant koji je napisao esej "Odgovor na pitanje: Što je to prosvjetiteljstvo?" (Beantwortung der Frage: Was ist Aufklärung?). Značajan doprinos su dali još Mozes Mendelson i Friedrich Heinrich Jacobi. Kristof Martin Wieland je pokušao oživjeti grčko-rimsku kulturu romanom Agaton (Agathon) koji predstavlja Grčku na romantičan način. Također je prevodio Shakespearea na njemački. Filozofi ovog doba bili su uvjereni da napredak čovječanstva presudno ovisi od stupnja obrazovanja. Istovremeno su koegzistirale dvije filozofske tradicije: empirizam (iz Engleske) po kome saznanje ovisi od percepcije osjetilima, i racionalizam (iz Francuske) po kome saznanje ovisi od misaone moći uma. Život se shvaća kao proces stalnog učenja. Značajno književno djelo ovog razdoblja bilo je Natan mudri (Nathan der Weise) Gottholda Ephraima Lessinga.

## Sturm und Drang (oko 1765. – 1785.)
Sturm und Drang je književni pravac koji je dominirao u njemačkoj književnosti druge polovine 18. stoljeća. Ime je dobio po kazališnom komadu Friedricha Klingera. Jezgra ovog pokreta čine mladi ljudi koji se bune protiv društvenog sustava u kome dominiraju plemstvo i buržoazija, kao i protiv vladajućeg buržoarskog morala. Heroji kazališnih komada i romana ovog pravca prkose konvencijama i moralnim normama. Oni sami stvaraju svoje moralne zakone zasnovane na idejama pravde i slobode.
Centralne figure ovog doba bili su Johann Wolfgang von Goethe i Friedrich Schiller. Goetheov roman Patnje mladog Werthera (Die Leiden des jungen Werthers) je ključno djelo ove epohe. Značajan je i krug književnika kojem je pripadao Jakob Michael Reinhold Lenz. Najznačajniji gradovi u kojima se razvijao ovaj književni pokret bili su Göttingen, Strasbourg i Frankfurt.

## Weimarski klasicizam (oko 1786. – 1805.)
Weimarski klasicizam označava razdoblje u njemačkoj književnosti koji je započeo Goetheovim putovanjem u Italiju 1786. Trajao je do 1805. To je epoha u kojoj su Goethe i Friedrich Schiller bili prijatelji i suradnici (1794. – 1805.) Dvije knjige Goetheovog romana Faust, objavljene 1806. i 1822., predstavljalo vrhunce njegovog dijela. U osnovi tadašnje koncepcije umjetnosti nalazi se težnja za harmonijom i ublažavanjem suprotnosti. Goethe u prirodi traži model za opisivanje odnosa između svega postojećeg, dok taj odgovor Friedrich Schiller traži u povijesti. Na prelasku iz weimarskog klasicizma u romantizam, pojavila su se dva značajna književnika, liričar i pisac tragedija Friedrich Hölderlin, pasionirani štovatelj Stare Grčke, i duhoviti pripovjedač Johan Paul Friedrich Richter.

## Romantizam (oko 1796. – 1835.)
Poslije Johann Gottfried Herdera, Goethea i Schillera, u Njemačkoj se pojavila druga generacija romantičara. Ona je bila podijeljena na dvije škole. Školu iz Jene, vrlo kozmopolitsku i blisku Fichteovoj filozofskoj misli, reprezentiraju Novalis, Ludwig Tieck i Schlegel. Oni su razradili doktrinu romantizma. Škola iz Heidelberga, koja okuplja Brentana, Eichendorffa i braću Grimm, manje se bavila teorijom, a više realnošću, da bi se najzad orijentirala ka kulturnom nacionalizmu.

## Bidermajer (oko 1815. – 1848.)
Naziv Bidermajer označava doba u umjetnosti između 1815. i 1848. Ime je dobilo po kombinacija dvaju prezimena Biedermann i Bummelmaier. Estetika ovog vremena se često dovodi u vezu s okusom malograđana. U književnosti, ova umjetnost se smatra provincijskom, djetinjastom i sklonom sladunjavosti. Književnost stvarana u Austriji u vrijeme bidermajera bila je niske kvalitete, ali je širokoj publici malograđana pružala zabavu. Pisci koji su stekli slavu u ovoj epohi bili su: Annette von Droste-Hülshoff, Wilhelm Hauff i Eduard Mörike.
U prijelaznom razdoblju poslije ¸bidermajera pojavilo se nekoliko kvalitetnih pisaca: pjesnik Nikolaus Lenau, dramaturg Franc Grilparcer i pisac Adalbert Stiftera.

## Vormärz razdoblje (oko 1830. – 1850.) i "Mlada Njemačka"
Vormärz razdoblje označava razdoblje između Bečkog kongresa 1815. i martovske revolucije 1848. U književnosti, nova epoha počinje oko 1830. Pokret "Mlada Njemačka" (Junges Deutschland) javio se kao oporba restauraciji monarhija. Glavni predstavnici ovog pravca u književnosti su: Georg Büchner, Heinrich Heine, August Heinrich Hoffmann von Fallersleben i Georg Herveg. Politički angažirani pisci borili su se protiv konzervativne politike Metternicha i njemačkih kneževa. Težili su demokraciji, slobodi, društvenoj pravdi i ujedinjenju Njemačke u republikanskom obliku. S literarnog stanovišta odbacivali su klasicistički i romantičarski idealizam, za koji su smatrali da je udaljen od realnosti. Književna djela su nastajala u različitim oblicima, od novinskih članaka do putopisa, i pokazivala su namjeru da se obrate najširoj, ne samo intelektualnoj, publici. Dekretom Frankfurtskog parlamenta zabranjeno je objavljivanje tih djela u cijeloj Njemačkoj od 1835. do 1836.

## Naturalizam (1880. – 1900.)
Od 1890. književnost na njemačkom jeziku dobila je novi zamah. Naturalizam je bio novi književni pristup kojim su pisci nastojali da osvijetle sve društvene fenomene. Bez obaziranja na tradicionalne granice dobrog ukusa, tako prisutne u buržoarskim konceptima umjetnosti, naturalisti realni svijet predstavljaju sirovo i bez uljepšavanja. Novina je da književnici koriste žargon, dijalekte ili svakodnevni jezik u svojim djelima. Individualni junak koji slobodno bira svoj put nije više u središtu naracije. Veći značaj dobiva njegovo okruženje, porijeklo i vrijeme događanja. Najvažnija dijela: drama Buđenje proljeća (Frühlings Erwachen) Franka Vedekinda, drama Tkači(Die Weber) i roman-studija Čuvar pruge Til (Bahnwärter Thiel) Gerhart Hauptmana, a prije svih Tristan i Smrt u Veneciji (Der Tod in Venedig) Thomasa Manna.

## Patriotska književnost
Patriotska književnost (Heimatkunst) je bliska pokretu naturalizma. Najznačajniji propagator ove umjetnosti je književnik i povjesničar umjetnosti Adolf Bartels koji je prvi put upotrijebio koncept patriotske umjetnosti u svom članku iz 1898. za časopis Der Kunstwart. Područje interesa ove umjetnosti nisu više teme iz velikih gradova, već seoski život, značenje domovine i narod. Patriotska književnost se ne završava na izražavanju ljubavi za domovinu, već obuhvaća i njenu kritiku.

## Klasična moderna (oko 1900. – 1920-ih)
U vrijeme "klasične moderne" vrlo je bio bitan koncept umjetničke avangarde. Ova epoha počela je krajem 19. stoljeća s francuskim pjesnicima simbolizma. Najznačajniji predstavnici simbolizma u književnosti na njemačkom jeziku bili su Stefan George, Hugo von Hofmannsthal i Rainer Maria Rilke. U Njemačkoj je pojava nacizma ubrzala kraj ovih avangardnih umjetničkih pokreta (u Europi je to bio Drugi svjetski rat). Literarna avangarda je mnogo pažnje posvećivala inovaciji i teorijskom radu. Dadaisti su pokušali educirati buržoarsku publiku nudeći joj svoju literaturu besmisla. Bečki akcionizam bio je pokušaj napada na vladajući "dobar okus" realiziran putem ekstremnih performansa. Paralelno s napadima na tradiciju, javio se i pokušaj prilagodbe starih formi, što je vidljivo u djelima Rilkea (roman Bilježnice Malte Laurids Brigge (Die Aufzeichnungen des Malte Laurids Brigge)), Heinricha Manna (koji je utro put ekspresionistima), Thomasa Manna, Hermanna Brocha, Roberta Musila i Franza Kafke. Karakterističan je slučaj Thomasa Manna. Njegova su djela nastala kao romantično nasljeđe doba prosvjetiteljstva gdje autor u detalje istražuje različite znanstvene oblasti. Tako u romanu Čarobni brijeg saznajemo sve o pulmonarnoj medicini, dok je u Doktoru Faustus tema dodekafonija. Usporedo s tijekom književne radnje on u digresijama izlaže blistave fasete znanja. Izvanredno snažna poetska ličnost Christiana Morgensterna (1871. – 1914.) teško se može svrstati u samo jednu kategoriju: bio je preteča nadrealizma, letrizma, naslutio je tragediju svjetskih ratova i sugerirao povratak duhovnim vrijednostima kao odgovor varvarizmom suvremenog doba (pjesma Našli smo put (Wir fanden einen Pfad)). Početkom 20. stoljeća pojavljuju se značajni pisci poput Stefan George koji pišu poeziju blisku francuskom simbolizmu. Njemačka književnost, vrlo živa i cijenjena u vrijeme Weimarske Republike, doživjela je težak udarac dolaskom nacizma. Renomirani književnici svjetske reputacije, poput Waltera Benjamina, Alfred Döblin i Thomasa Manna, izabrali su život u egzilu.

## Ekspresionizam (oko 1910. – 1925.) i Dadaizam (oko 1916. - Drugi svjetski rat)
Za ekspresionizam u njemačkoj književnosti vezuju se romani Franza Kafke, kao i drame Ernsta Tollera s početka 20. stoljeća. Pokret Dadaizam rođen je 5. veljače 1916. u Zürichu. Osnovali su ga pjesnici Hugo Bal, Richard Huelsenbeck, Tristan Tzara i slikari Jean Arp, Marcel Janco i Sophie Taeuber-Arp. Jednu kavanu su pretvorili u kafe-klub književnika i umjetnika pod imenom "Kabare Walter".

## Književnost nacističke Njemačke
Nacisti su sa svojim vođom Adolfom Hitlerom preuzeli vlast u Njemačkoj 30. siječnja 1933. Sve forme kritičke literature su zabranjene, kao i djela pisaca ljevičara, komunista i Židova. Tisuće knjiga su spaljene na javnim lomačama. Od 1938. ista politika je primijenjena u Austriji koja je bila ridružena Trećem Reichu. Režimska poezija je slavila domovinu i njemački narod Poezija krvi i tla (Blut-und-Boden-Dichtung). To je ujedno bilo ime službene državne ideologije. Ostali pisci su morali prekinuti s radom ili da pišu samo o ne-političkim temama. 

## Suvremena književnost
Nakon Drugog svjetskog rata osnovana je grupa 47 s namjerom da Njemačkoj povrati mjesto u svjetskoj književnosti. Ponekad u formi predavanja, ponekad u formi debate književnih kritičara, aktivnosti ove grupe su imale veliki utjecaj na njemačku književnost sve do 1967. Među njenim članovima bili su Paul Celan, Heinrich Böll, Peter Weiss i drugi. Među poznatije suvremene njemačke književnike spada Bernhard Schlink koji je svjetsku slavu stekao romanom Žena kojoj sam čitao (Der Vorleser).
Günter Grass, dobitnik Nobelove nagrade za književnost, uveo je temu nacističke Njemačke u književnost. Njegova najpoznatija knjiga je Limeni bubanj (Die Blechtrommel). On predvodi generaciju pisaca koja traži odgovore za svoje moralne dileme.
Suvremena njemačka literatura često naglašeno ističe svoju političku indiferentnost baveći se, recimo, autobiografskim temama. Značajan izuzetak je Elfriede Jelinek čije djelo pripada politički i feministički angažiranoj literaturi.
Najnovija generacija pisaca pojavila se na književnoj sceni 1980-ih. Za njih je karakteristično da obnavljaju pripovjedačku tradiciju, dok stvarnost sagledavaju bez kompromisa. Od novijih autora ističu se Frank Schätzing i naturalizirani Nijemac Rafik Schami.

## Književnici
- Adelbert von Chamisso
- Arno Schmidt
- Bertolt Brecht
- Bettina von Arnim
- Carl Zuckmayer
- Christian Fürchtegott Gellert
- Else Lasker-Schüler
- Emanuel Geibel
- Erich Kästner
- Erich Maria Remarque
- Ernst Toller
- Fanny Lewald
- Friedrich Gottlieb Klopstock
- Friedrich Schiller
- Günter Grass
- Gustav Fechner
- Heinrich Böll
- Heinrich Heine
- Heinrich von Kleist
- Hildegard von Bingen
- Isolde Kurz
- Jakob Grimm
- Johann Christoph Adelung
- Johann Gottfried Herder
- Johann Wolfgang von Goethe
- Jurek Becker
- Karl May
- Ludwig Tieck
- Matthias Claudius
- Nelly Sachs
- Oskar Maria Graf
- Otto Ludwig
- Paul von Heyse
- Theodor Fontane
- Theodor Plievier
- Thomas Mann
- Wilhelm Busch
- Wilhelm Grimm
- Willibald Alexis